# Deutsches Epilepsiemuseum
Das Deutsche Epilepsiemuseum ist ein Museum in Kork, einem Stadtteil von Kehl im Ortenaukreis in Baden-Württemberg.
Das Museum wurde 1998 von dem deutschen Neuropädiater und Epileptologen Hansjörg Schneble gegründet und gemeinsam mit seinem Sohn Hans-Martin aufgebaut. Es gilt als weltweit einzigartiges Museum zum Thema Epilepsie. Das Museum befindet sich unweit des Epilepsiezentrums Kork und zeigt in sechs Ausstellungsräumen über 500 Exponate rund um die Krankheit. Außerdem beherbergt es eine wissenschaftliche Bibliothek mit 300 Werken aus dem 17., 18. und 19. Jahrhundert.
Schwerpunkte des Museums sind neben der wissenschaftlichen Erforschung der Epilepsie auch die Diagnostik und die Entwicklung der Therapiemöglichkeiten. Des Weiteren werden von Betroffenen gefertigte Gemälde und Skulpturen ausgestellt.
Im Jahr 2005 wurde das Deutsche Epilepsiemuseum mit dem Sibylle-Ried-Preis der Stiftung Michael ausgezeichnet.